# Rząd Adama Jerzego Czartoryskiego
30 stycznia 1831 Sejm wybrał prezesem Rządu Narodowego Królestwa Polskiego Adama Jerzego Czartoryskiego i dokonał wyboru czterech pozostałych członków. Adam Jerzy Czartoryski, pod wpływem wypadków nocy sierpniowej, podał się do dymisji 17 sierpnia 1831.
- Adam Jerzy Czartoryski – prezes, szef Wydziału Spraw Zagranicznych
- Wincenty Niemojowski – wiceprezes, szef Wydziału Administracji i Policji
- Teofil Morawski – szef Wydziału Skarbowy
- Stanisław Barzykowski – szef Wydziału Wojny, Zaciągu, Uzbrojenia i Potrzeb Wojskowych
- Joachim Lelewel – szef Wydziału Wyznań Religijnych, Oświecenia i Sprawiedliwości

- Gustaw Małachowski – wiceminister spraw zagranicznych
- Izydor Krasiński – minister wojny
- Bonawentura Niemojowski – minister sprawiedliwości
- Alojzy Prosper Biernacki – minister skarbu
- Andrzej Antoni Plichta – sekretarz generalny, koordynator prac rządu

zmiany:

1 lutego 1831 

ministrem spraw wewnętrznych został Aleksander Stanisław Bniński
8 marca 1831 

z funkcji ministra wojny ustąpił Izydor Krasiński, którego zastąpił Franciszek Morawski

10 marca 1831 

z funkcji ministra spraw wewnętrznych ustąpił Aleksander Stanisław Bniński, 

ministrem spraw wewnętrznych i policji został Bonawentura Niemojowski, który ustąpił z funkcji ministra sprawiedliwości 

ministrem sprawiedliwości został Wiktor Rembieliński
14 maja 1831 

z funkcji ministra spraw wewnętrznych i policji ustąpił Bonawentura Niemojowski, którego zastąpił  Antoni Gliszczyński, 

czerwiec 1831 

z funkcji ministra skarbu ustępuje Alojzy Prosper Biernacki, którego zastąpił Leon Dembowski, 

z funkcji wiceministra spraw zagranicznych ustąpił Gustaw Małachowski, którego zastąpił Andrzej Horodyski. 